# Melierax
Melierax es un género de aves accipitriformes de la familia Accipitridae.

## Especies
Incluye las siguientes especies:
| Especie              | Nombre común            | Descriptor       |
| -------------------- | ----------------------- | ---------------- |
| Melierax metabates   | azor lagartijero oscuro | Heuglin, 1861    |
| Melierax canorus     | azor lagartijero claro  | (Thunberg, 1799) |
| Melierax poliopterus | azor lagartijero somalí | Cabanis, 1868    |